# 1969 en musique classique
| \| • Retour à la chronologie générale de la musique classique • \| |
| Grèce • Rome • Haut Moyen Âge • VIIIe siècle • IXe siècle • Xe siècle • XIe siècle XIIe siècle • XIIIe siècle • XIVe siècle • XVe siècle • XVIe siècle • XVIIe siècle XVIIIe siècle • XIXe siècle • XXe siècle • XXIe siècle |
| • Retour à la chronologie générale de la musique classique • |

| Années en musique classique : 1966 - 1967 - 1968 - 1969 - 1970 - 1971 - 1972    |
| Décennies en musique classique : 1930 - 1940 - 1950 - 1960 - 1970 - 1980 - 1990 |

## Événements

### Créations
- 10 janvier : la Symphonie no 9 de William Schuman, créée par l'Orchestre de Philadelphie sous la direction d'Eugene Ormandy.
- 12 janvier : le Quatuor à cordes no 3 en ré majeur de Dvořák, créé à Prague par le Dvořák Quartet.
- 20 juin : Die Teufel von Loudun, opéra de Krzysztof Penderecki, créé au Staatsoper de Hambourg.
- 3 juillet : Anaktoria,  œuvre pour octuor de Iannis Xenakis, créée à Avignon par l'Octuor de Paris.
- 29 septembre : la Symphonie no 14 de Dmitri Chostakovitch, créée à Leningrad par l'Orchestre de chambre de Moscou sous la direction de Roudolf Barchaï.
- 22 octobre : Les Larmes du couteau, opéra de Bohuslav Martinů, créé à Brno après le décès du compositeur (composé en 1928).
- 26 novembre : la Symphonie no 6 de Hans Werner Henze, créée à La Havane sous la direction du compositeur.
- 11 décembre : création du Requiem pour un jeune poète de Bernd Alois Zimmermann.

#### Date indéterminée
- Leo, symphonie de chambre de Roberto Gerhard.

### Autres
- 1er janvier : concert du nouvel an de l'orchestre philharmonique de Vienne au Musikverein, dirigé par Willi Boskovsky.

#### Date indéterminée
- Le Président de la République, Georges Pompidou, initie la création de l'Institut de recherche et coordination acoustique/musique (IRCAM). Il en confie la direction à Pierre Boulez. L'IRCAM est un centre consacré à la recherche et à la création musicale contemporaine.
- Création du Clemencic Consort à Vienne par René Clemencic.
- Fondation du Quatuor de saxophones Raschèr par Sigurd Raschèr.
- Fondation du Chœur de chambre Ave Sol de Riga.
- Fondation du Chœur d'État de Kaunas.

## Prix
- Gidon Kremer obtient le 1er prix de violon du Concours international de violon Niccolò-Paganini.
- Dezső Ránki obtient le 1er prix de piano du Concours international Robert Schumann à Zwickau.
- Radu Lupu obtient le 1er prix du Concours international de piano de Leeds.
- Boris Christoff reçoit le Prix musical Léonie-Sonning.
- Tomás Marco reçoit le Prix national de musique pour la première fois (il le recevra aussi en 2002).

## Naissances

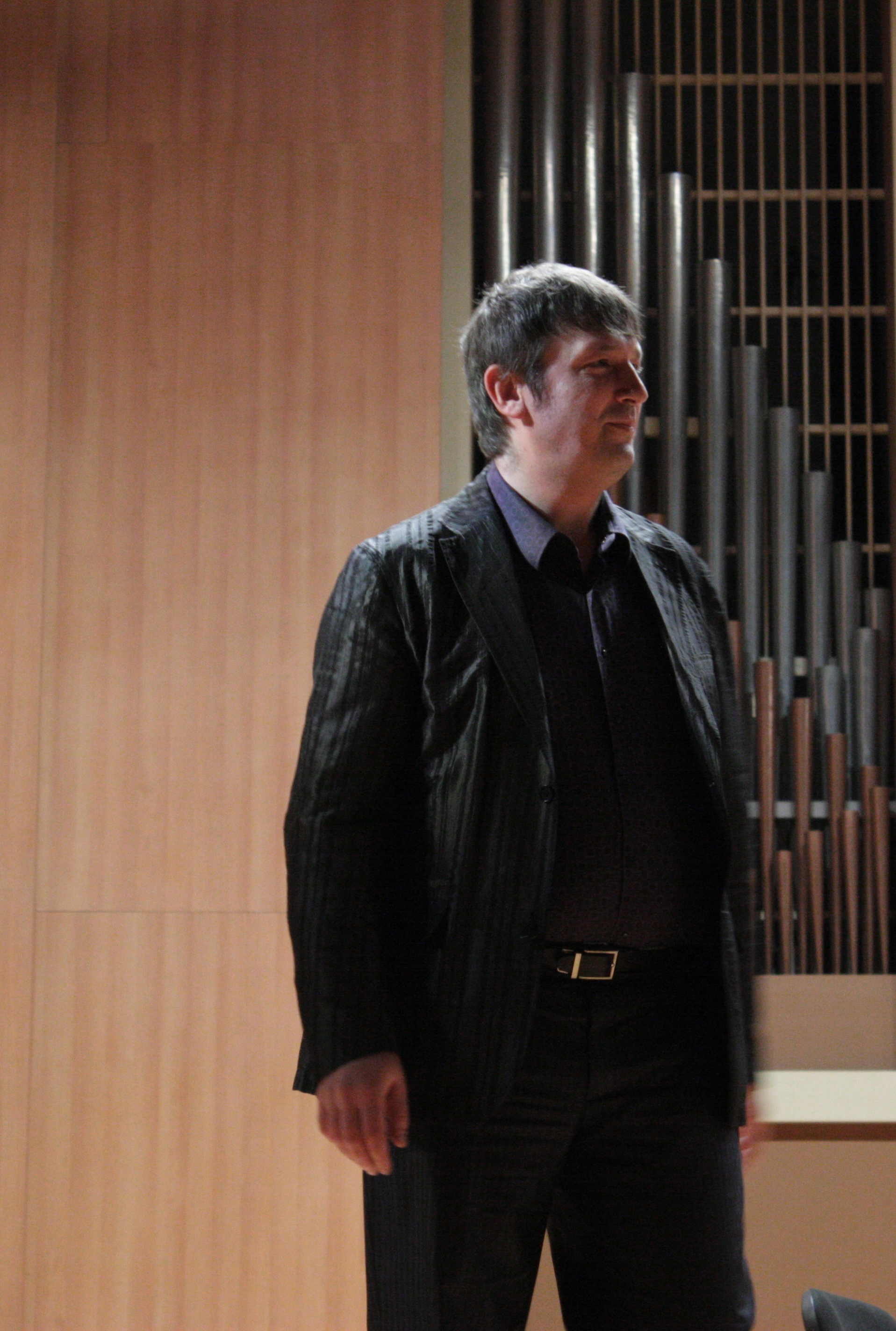
Boris Berezovsky

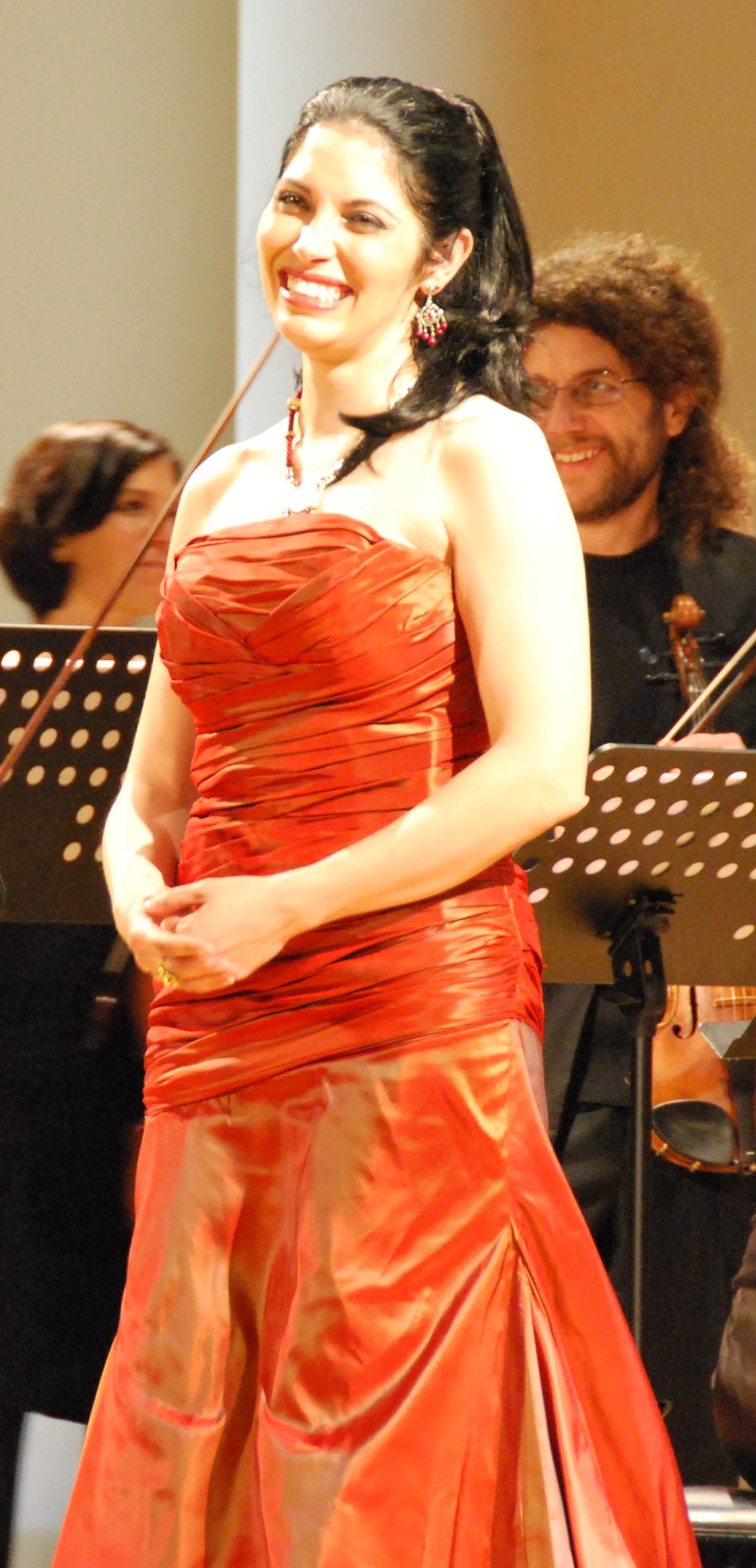
Vivica Genaux

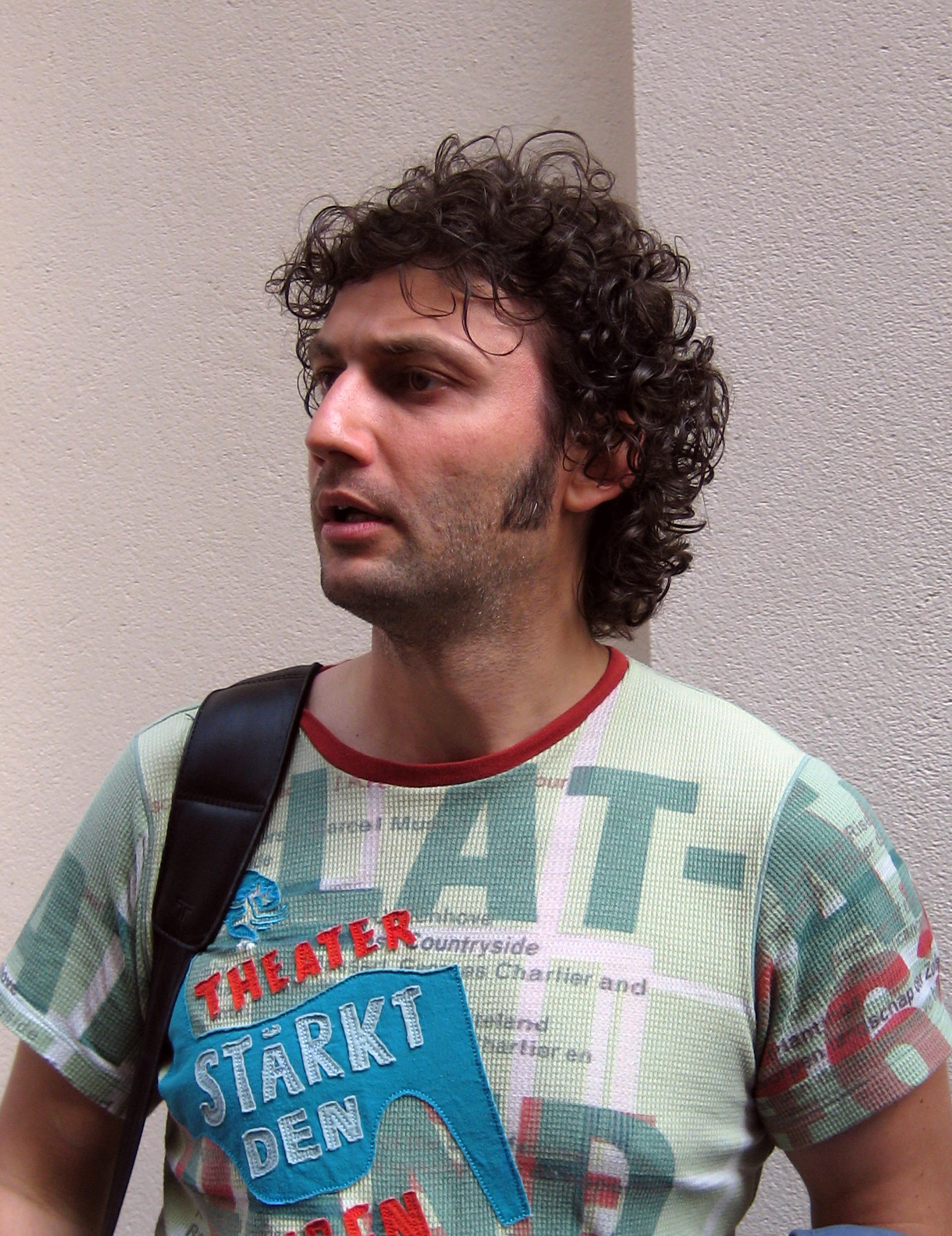
Jonas Kaufmann

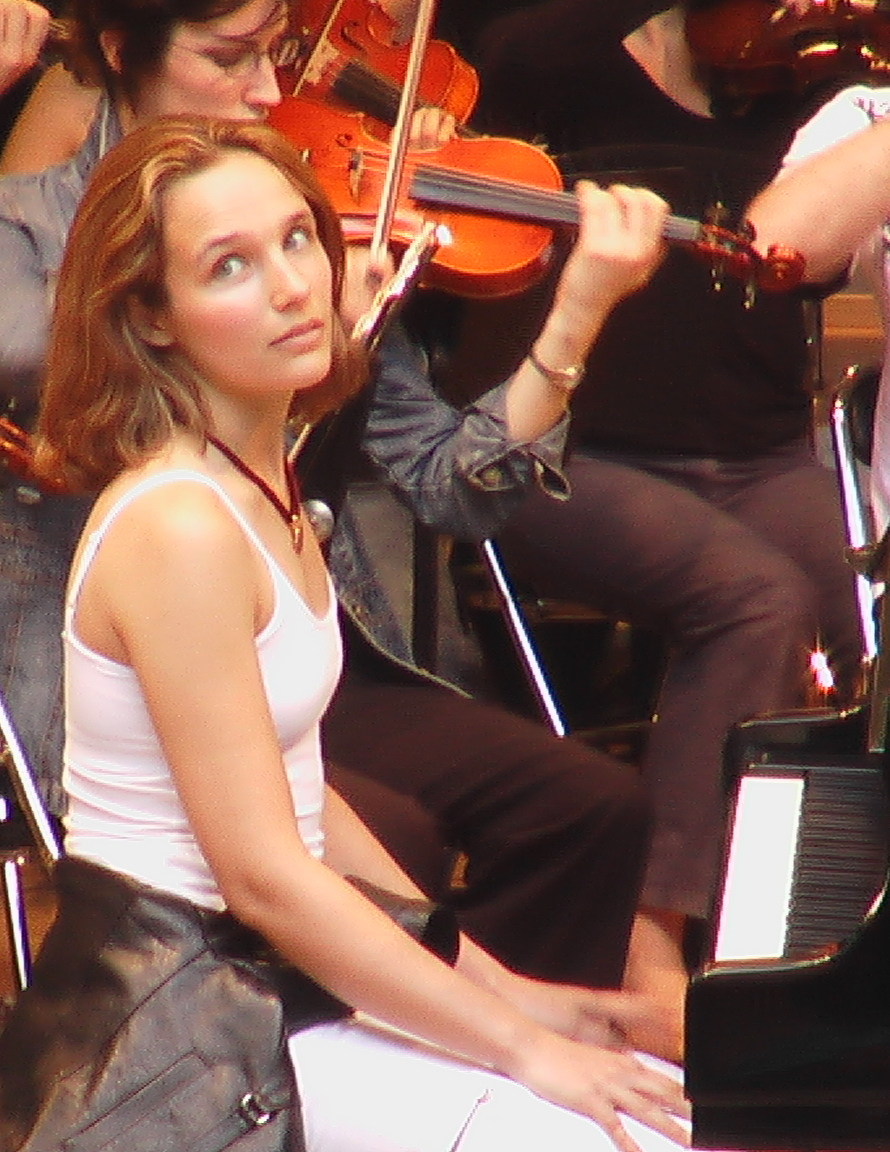
Hélène Grimaud

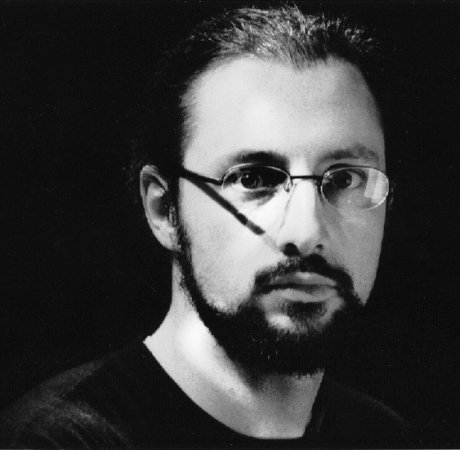
Stephane Ginsburgh

- 4 janvier : Boris Berezovsky, pianiste russe.
- 8 janvier : Sviatoslav Smirnov, baryton.
- 20 janvier : Giovanni Velluti, pianiste italien.
- 21 janvier :
  - Jōji Hattori, violoniste et chef d'orchestre japonais.
  - Adrian Moore, compositeur de musique électroacoustique britannique.
- 22 janvier : Maciej Pikulski, pianiste polonais.
- 23 janvier : François-Frédéric Guy pianiste français.
- 31 janvier : Misato Mochizuki, compositrice japonaise.
- 13 février : Joyce DiDonato, mezzo-soprano américaine.
- 14 février : Ottaviano Tenerani, pianofortiste, claveciniste, chef d’orchestre et  chercheur italien.
- 19 février : Sophie Koch, mezzo-soprano française.
- 26 février : Takenori Nemoto, corniste, compositeur et chef d'orchestre japonais.
- 4 mars : Cécile Daroux, flûtiste française († 6 janvier 2011).
- 8 mars : Antigóni Góni, guitariste classique grecque.
- 9 mars : 
  - Stéphane Blet, pianiste et compositeur français († 7 janvier 2022).
  - Laurence Bouckaert, compositrice et improvisatrice française.
- 13 mars : Susanna Mälkki, violoncelliste et chef d'orchestre finlandaise.
- 23 mars : Pierre Kolp, compositeur et pédagogue belge.
- 24 mars : Antony Pitts, chef d'orchestre britannique.
- 4 avril : Piotr Anderszewski, pianiste polonais.
- 9 avril : Fabio Grasso, pianiste et professeur de musique italien.
- 11 avril : Sondra Radvanovsky, soprano américaine.
- 9 mai : Nelson Goerner, pianiste argentin.
- 25 mai : Alban Gerhardt, violoncelliste allemand.
- 27 mai : 
  - Laurent Lefèvre, bassoniste français.
  - Miah Persson, soprano suédoise.
- 28 mai : Jozef Kapustka, pianiste polonais.
- 4 juin : Peter Fribbins, compositeur britannique.
- 15 juin : Romain Guyot, clarinettiste et pédagogue français.
- 19 juin : Marc Hervieux, artiste lyrique canadien.
- 24 juin : Sissel Kyrkjebø, chanteuse norvégienne.
- 10 juillet :
  - Juliane Banse, soprano allemande.
  - Vivica Genaux, cantatrice américaine.
  - Jonas Kaufmann, chanteur allemand.
- 24 juillet : Christian Gerhaher, baryton allemand.
- 7 août : Alexei Sultanov, pianiste russo-américain d'origine ouzbèke († 30 juin 2005).
- 19 août : Christoph Brunner, ténor et auteur suisse.
- 22 août : Edgar Bastidas, ténor vénézuélien.
- 7 septembre : Mine Kawakami, pianiste japonaise contemporaine.
- 18 septembre : 
  - Marc Coppey, violoncelliste français.
  - Johanna Doderer, compositrice autrichienne.
- 22 septembre : Tuomas Kantelinen, compositeur finlandais.
- 4 octobre : Thomas Søndergård, chef d'orchestre danois.
- 11 octobre : Igor Ballereau, compositeur français.
- 7 novembre : Hélène Grimaud, pianiste française.
- 14 novembre : Jorge Salgueiro, compositeur portugais.
- 21 novembre : Daniel Taylor, contreténor canadien.
- 27 novembre : Stéphane Ginsburgh, pianiste belge.
- 29 novembre : Ann-Helen Moen, chanteuse soprano norvégienne.
- 1er décembre : Ariadne Daskalakis, violoniste greco-américaine.
- 14 décembre : Ildebrando D'Arcangelo, baryton-basse italien.
- 21 décembre : 
  - Victoria Borisova-Ollas, compositrice russo-suédoise.
  - Jonathan Stockhammer, chef d'orchestre américaine.
- 26 décembre : Matthias Manasi (de), chef d'orchestre et pianiste allemand.
- 30 décembre : Enno Poppe, compositeur, chef d'orchestre et professeur de musique allemand.

### Date indéterminée
- Peter Auty, enfant de chœur puis chanteur d'opéra.
- Yann Beuron, ténor français.
- Stephanie Blythe, mezzo-soprano américaine.
- Bruno Bouckaert, musicologue belge.
- Claire Chevallier, pianiste franco-belge.
- Hélène Devilleneuve, hautboïste française.
- Niklas Eklund, trompettiste suédois († 10 avril 2025).
- Frédérick Haas, claveciniste français.
- Gerold Huber, pianiste allemand.
- Leonid Karev, compositeur, organiste et pianiste russe.
- Franck Krawczyk, compositeur français.
- Roumen Kroumov, pianiste.
- Alejandro Meerapfel, baryton argentin († 22 septembre 2023).
- Stéphan Perreau, musicien et historien français.
- Jonathan Powell, pianiste et compositeur autodidacte britannique.
- Daniel Propper, pianiste suédois.
- Yves Rechsteiner, claveciniste et organiste suisse.
- Guillaume Sutre, violoniste français.

## Décès

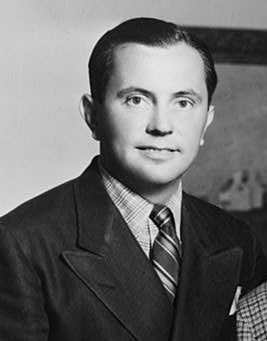
Vernon Duke

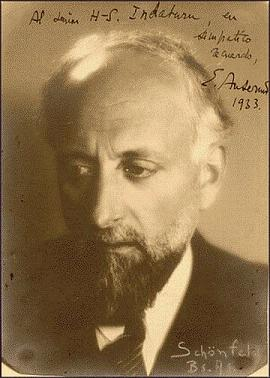
Ernest Ansermet

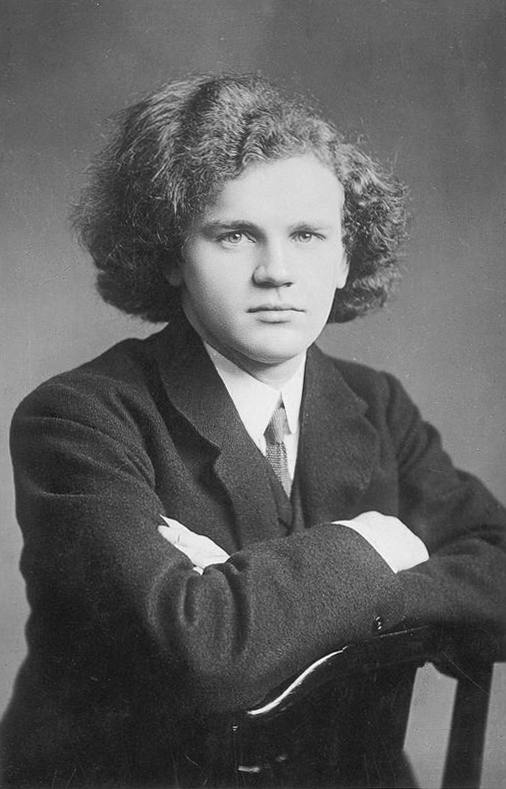
Wilhelm Backhaus

- 16 janvier : Vernon Duke, compositeur d'origine russe, naturalisé américain (° 10 octobre 1903).
- 17 janvier : Grażyna Bacewicz, compositrice et violoniste polonaise (° 5 février 1909).
- 27 janvier : Hanns Jelinek, compositeur et professeur de musique autrichien (° 5 décembre 1901).
- 30 janvier : Fritzi Massary, chanteuse et actrice autrichienne (° 31 mars 1882).
- 2 février : Giovanni Martinelli, ténor d'opéra (° 22 octobre 1885).
- 13 février : Georges Jouatte, chanteur d'opéra (ténor) et un professeur de chant français (° 17 février 1892).
- 20 février : Ernest Ansermet, musicologue et chef d'orchestre suisse (° 11 novembre 1883).
- 23 février : Constantin Silvestri, pianiste compositeur et chef d'orchestre roumain (° 31 mai 1913).
- 8 mars : Hubert Leuer, ténor allemand (° 12 octobre 1880).
- 14 mars : Louis Rosoor, violoncelliste français, concertiste et enseignant (° 1er septembre 1883).
- 11 avril : Ludvig Irgens-Jensen, compositeur norvégien (° 13 avril 1894).
- 22 avril : Amparo Iturbi, pianiste et pédagogue espagnole (° 12 mars 1898).
- 29 avril : Julius Katchen, pianiste américain (° 15 août 1926).
- 6 mai : Jacques de La Presle, compositeur et professeur français (° 5 juillet 1888).
- 2 juin : Henri Koch, violoniste belge (° 10 juillet 1903).
- 11 juin : Joan Massià, compositeur catalan et violoniste (° 14 février 1890).
- 16 juin : Karl Schiske, compositeur et professeur de musique autrichien (° 12 février 1916).
- 29 juin : Vesselin Stoyanov, compositeur bulgare (° 20 avril 1902).
- 5 juillet : Wilhelm Backhaus, pianiste allemand (° 26 mars 1884).
- 9 juillet : Pierre Capdevielle, compositeur et chef d'orchestre français (° 1er février 1906).
- 1er août : Boris Gmyria, chanteur (basse) ukrainien (° 5 août 1903).
- 6 août : Theodor W. Adorno, sociologue, philosophe et musicologue allemand (° 11 septembre 1903).
- 31 août : Johannes Müller, compositeur, ténor d'opéra et acteur allemand (° 23 juillet 1893).
- 10 septembre : Marcel Lafosse, trompettiste français (° 18 septembre 1894).
- 13 septembre : Tom Burke, ténor britannique (° 2 mars 1890).
- 17 septembre : Édouard Mignan, organiste et compositeur français (° 17 mars 1884).
- 20 septembre : Jeanne Beijerman-Walraven, compositrice hollandaise (° 14 juin 1878).
- 23 octobre : Robert Dussaut, compositeur français (° 19 septembre 1896).
- 18 novembre : Léon Jongen, compositeur belge (° 2 mars 1884).
- 6 décembre : Walther Aeschbacher, chef d'orchestre et compositeur suisse (° 2 octobre 1901).
- 10 décembre : Franco Capuana, chef d'orchestre italien (° 29 septembre 1894).

### Date indéterminée
- Herbert Kawan, compositeur et chef d'orchestre allemand (° 26 mai 1903).